# Mouvement national (Pologne)
Pour les articles homonymes, voir Mouvement national.
 (2019).
Le Mouvement national (en polonais : Ruch Narodowy, abrégé en RN) est un regroupement d'associations et groupes nationalistes et traditionalistes polonais, généralement classés à l'extrême droite, constitué après les manifestations nationalistes du 11 novembre 2012 à Varsovie, se réclamant de l'héritage idéologique de la Démocratie nationale (ND ou Endecja) de Roman Dmowski et associant l'Union de la politique réelle, privée de son fondateur charismatique Janusz Korwin-Mikke qui a créé le parti concurrent Congrès de la Nouvelle Droite (Nowa Prawica, KNP), puis à la suite de dissensions internes le parti KORWiN.
Ses références internationales sont le Jobbik hongrois, Forza Nuova en Italie, Démocratie nationale en Espagne, Slovenská pospolitosť Národná strana (sk) puis Parti populaire Notre Slovaquie en Slovaquie ou le Renouveau français et le Rassemblement national en France.
Il a constitué des listes lors des élections européennes de 2014,. Ces listes n'ont obtenu que 98 545 voix, soit 1,39 % des suffrages exprimés.
Ses dirigeants sont Krzysztof Bosak, Robert Winnicki, Bartosz Józwiak (pl), Marian Kowalski (pl), Maciej Migus (pl) et Artur Zawisza (pl).
Pour les élections parlementaires de 2015, le parti présente des candidats dans tout le pays sur les listes du mouvement Kukiz'15 présentées par le chanteur rock populiste Paweł Kukiz. Cinq membres du parti ont été élus à la Diète : Adam Andruszkiewicz (pl), Sylwester Chruszcz, Bartosz Józwiak (pl), Tomasz Rzymkowski (pl) et Robert Winnicki et d'autres proches et soutenus par lui : Marek Jakubiak (pl), Jakub Kulesza (pl), Jarosław Porwich (pl), Anna Siarkowska (pl) et Rafał Wójcikowski (pl).

## Idéologie
Le Mouvement national se positionne à l'extrême droite sur l'échiquier politique,,,,. Il a été décrit comme un parti ultranationaliste,,, nationaliste polonais, et national-conservateur. Il est explicitement socialement conservateur et il a des tendances militaristes. Il a également exprimé un sentiment eurosceptique dur,,.